# Matix
 (mars 2024).
Si vous disposez d'ouvrages ou d'articles de référence ou si vous connaissez des sites web de qualité traitant du thème abordé ici, merci de compléter l'article en donnant les références utiles à sa vérifiabilité et en les liant à la section « Notes et références ».
Matix est une marque  de skateboard américaine fondée par le pro-skater Daewon Song en 1998 ; elle a créé de nombreux baggies et T-shirts.